# Teewärmer

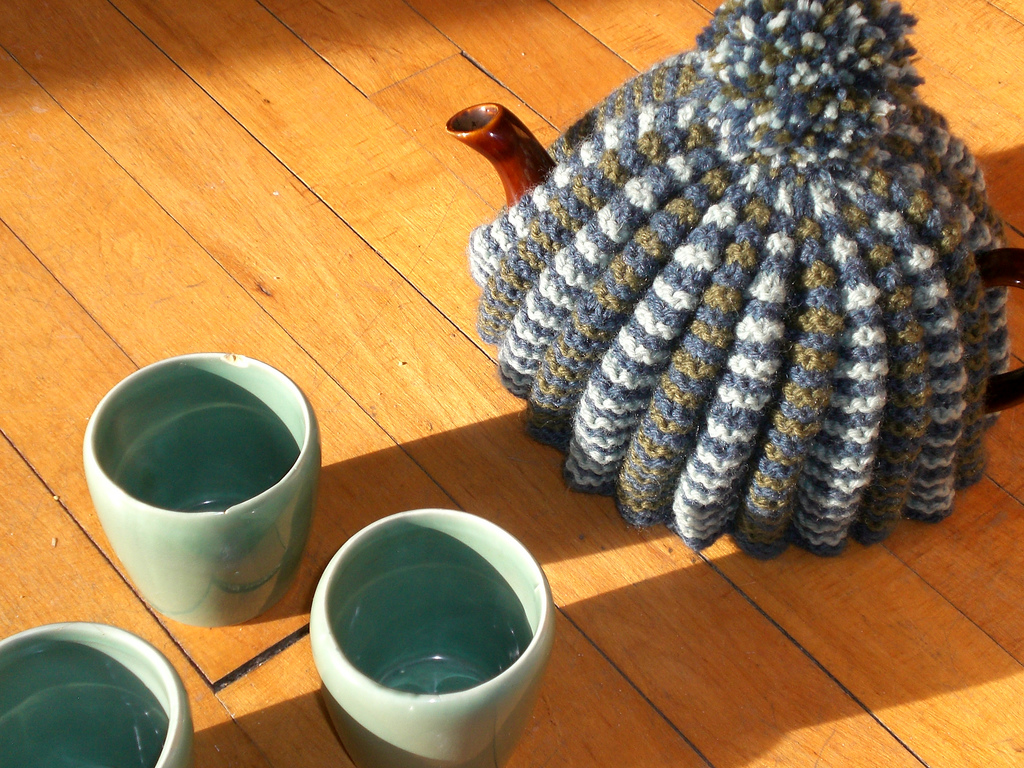
Handgestrickter Teewärmer

Der Teewärmer ist eine Haube, die man über eine Teekanne stülpt, um den Tee warmzuhalten.
Für Kaffeekannen, die gewöhnlich eine längere Form haben, gibt es äquivalent dazu Kaffeewärmer.

## Beschreibung
Der Teewärmer besteht aus einem isolierenden Material wie Schaumstoff, umgeben von einer dekorativen Hülle aus Stoff oder Strickerei. Früher war es ein verbreitetes Objekt und es existierten sehr aufwendige Exemplare in Form von Teepuppen, die ähnlich wie die einfacheren Varianten, oft in Handarbeit hergestellt wurden.
Inzwischen wurden sie jedoch von Stövchen und Thermoskannen verdrängt.